# Emplak
Emplak is een bestuurslaag in het regentschap Ciamis van de provincie West-Java, Indonesië. Emplak telt 2652 inwoners (volkstelling 2010).